# Arenifera
Arenifera es un género con cuatro especies de plantas de flores perteneciente a la familia Aizoaceae.

## Taxonomía
El género fue descrito por Adolar Gottlieb Julius Herre, y publicado en Sukkulentenkunde 2: 35. 1948. . La especie tipo es: Arenifera pillansii
Etimología
Arenifera: nombre genérico que  significa "que se encuentra en la arena".

## Especies
A continuación se brinda un listado de las especies del género Arenifera aceptadas hasta marzo de 2013, ordenadas alfabéticamente. Para cada una se indica el nombre binomial seguido del autor, abreviado según las convenciones y usos. 
- Arenifera pillansii
- Arenifera pungens
- Arenifera spinescens
- Arenifera stylosa